# Salcea
Salcea város Suceava megyében, Moldvában, Romániában.

## Fekvése
A megye keleti részén, 11 km-re keletre Szucsávától helyezkedik el.

## Történelem
Városi rangot 2004-ben kapott.

## Népesség
A lakosság etnikai összetétele a 2002-es népszámlálási adatok alapján:
- Románok:  8382 (96,13%)
- Romák:  332 (3,80%)
- Németek:  3 (0,03%)
- Magyarok:  2 (0,02%)

A lakosok 73,97%-a ortodox (6450 lakos), 15,98%-a pünkösdista (1394 lakos), 8,15%-a pedig evangéliumi keresztény (711 lakos) vallású.

## Gazdaság
A város határában található a "Ștefan cel Mare" - Suceava-i Repülőtér